# Филозоп
Филозоп — бурсак, студент вищого, останнього, класу (з дворічним, інколи трирічним строком навчання) в духовних школах.
Іван Франко до примовки «фільозоф: обутий, а сліди босі за ним» дає таку примітку: 
| «В давніх школах студенти двох найвищих клас… Такі філософи дуже часто не кінчали науки, пускалися на мандрівку, робилися дяками або писарями, бували іноді душею корчемних компаній, які забавлялися своїми фіглями, але при тім бували також предметом насміху для багатших господарів» [1]. |
Образ такого дяка Галушкинського, під явним впливом «Енеїди», та пародію на його надгробне слово дає Григорій Квітка-Основ'яненко в романі «Пан Халявський» (1840).

## Див.також
- Філософ
- Філософія